# Nord-Trøndelag
Nord-Trøndelagⓘ ("North Trøndelag") là một hạt (ant) cũ của Na Uy. Hạt này có diện tích là 22.412 km², dân số thời điểm năm 2010 là 131.555 người. Chính quyền hạt đóng ở thành phố Steinkjer.
Hạt này được thành lập vào năm 1804 khi amt (hạt) cũ Trondhjems được chia thành hai đơn vị: Nordre Trondhjems amt và Søndre Trondhjems amt. Vào năm 2016, hai hội đồng hạt đã bỏ phiếu để hợp nhất (trở lại) thành một hạt duy nhất vào ngày 1 tháng 1 năm 2018. 
 
Tính đến ngày 1 tháng 1 năm 2014, hạt này có 135.142 cư dân, là hạt đông dân cư thứ tư của đất nước này. Các đô thị lớn nhất là Stjørdal, Steinkjer - thủ phủ hạt, Levanger, Namsos và Verdal, tất cả đều có từ 24.000 đến 12.000 cư dân. Nền kinh tế chủ yếu tập trung vào các dịch vụ, mặc dù có những ngành công nghiệp quan trọng trong nông nghiệp, thủy sản, thủy điện và lâm nghiệp. Hạt này có tổng sản phẩm quốc nội thấp nhất trên đầu người của bất kỳ quận nào trong nước.
Nord-Trøndelag có diện tích 22.412 km vuông (8.653 dặm vuông), khiến nó trở thành hạt lớn thứ sáu, và nó bao gồm 23 thành phố. Khu vực Innherred chạy dọc theo phía đông của vịnh Trondheimsfjord, và là khu vực đông dân nhất, với nhiều nông trại. Về phía nam là huyện Stjørdalen, trong khi ở phía bắc, quận Namdalen lớn hơn trải dài từ Biển Na Uy đến những ngọn núi giáp biên giới Thụy Điển. Phía tây của Trondheimsfjord đặt Fosen. Nord-Trøndelag giáp với quận Sør-Trøndelag ở phía nam và hạt Nordland ở phía bắc. Phần phía tây của quận có một số thung lũng lớn và bao gồm phần lớn hoang dã không có dân cư, bao gồm bốn công viên quốc gia. Snåsavatnet là hồ lớn nhất, trong khi các con sông lớn bao gồm Namsen, Verdalselva và Stjørdalselva.
Innherred là một khu vực quan trọng trong thời kỳ Viking và đặc trưng cho Trận Stiklestad. Hạt được tạo ra vào năm 1804 và được gọi là "Nordre Trondhjems amt" cho đến năm 1919. Kể từ những năm 1950, quận đã trải qua sự tăng trưởng dân số dưới mức quốc gia. Trục bắc-nam qua đất nước qua Grong và dọc theo phía tây của Trondheim Fjord là một một huyết mạch giao thông chính, bao gồm Tuyến đường châu Âu E6 và Tuyến Nordland.

## Các đô thị tự quản

Bản đồ các khu tự quản Nord-Trøndelag

Nord-Trøndelag có 23 khu tự quản.
| Khu tự quản | Population | Diện tích (km²) | Diện tích (sqmi) | Trung tâm       | Ref    |
| ----------- | ---------- | --------------- | ---------------- | --------------- | ------ |
| Flatanger   | 1.104      | 434,8           | 167,9            | Lauvsnes        | [ 5 ]  |
| Fosnes      | 670        | 474,6           | 183,2            | Jøa             | [ 6 ]  |
| Frosta      | 2.495      | 74,3            | 28,7             | Frosta          | [ 7 ]  |
| Grong       | 2.361      | 1.114,3         | 430,2            | Medjå           | [ 8 ]  |
| Høylandet   | 1.270      | 705,2           | 272,3            | Høylandet       | [ 9 ]  |
| Inderøy     | 5.897      | 145,1           | 56,0             | Sakshaug        | [ 10 ] |
| Leka        | 593        | 108,0           | 41,7             | Leknes          | [ 11 ] |
| Leksvik     | 3.528      | 400,2           | 154,5            | Leksvik         | [ 12 ] |
| Levanger    | 18.580     | 611,3           | 236,0            | Levanger        | [ 13 ] |
| Lierne      | 1.435      | 2.640,0         | 1.019,3          | Sandvika        | [ 14 ] |
| Meråker     | 2.471      | 1.273,4         | 491,7            | Midtbygda       | [ 15 ] |
| Nærøy       | 4.990      | 1.013,5         | 391,3            | Kolvereid       | [ 16 ] |
| Namdalseid  | 1.697      | 737,9           | 284,9            | Namdalseid      | [ 17 ] |
| Namsos      | 12.795     | 757,1           | 292,3            | Namsos          | [ 18 ] |
| Namsskogan  | 928        | 1.368,1         | 528,2            | Namsskogan      | [ 19 ] |
| Overhalla   | 3.577      | 699,0           | 269,9            | Ranemsletta     | [ 20 ] |
| Røyrvik     | 495        | 1.334,6         | 515,3            | Røyrvik         | [ 21 ] |
| Snåsa       | 2.164      | 2.160,4         | 834,1            | Snåsa           | [ 22 ] |
| Steinkjer   | 21.080     | 1.427,5         | 551,2            | Steinkjer       | [ 23 ] |
| Stjørdal    | 21.375     | 919,8           | 355,1            | Stjørdalshalsen | [ 24 ] |
| Verdal      | 14.222     | 1.488,5         | 574,7            | Verdalsøra      | [ 25 ] |
| Verran      | 2.914      | 558,5           | 215,6            | Malm            | [ 26 ] |
| Vikna       | 4.122      | 310,2           | 119,8            | Rørvik          | [ 27 ] |